# Calypso (album)
Pour les articles homonymes, voir Calypso (homonymie).
Albums de Harry Belafonte
Belafonte
(1955) An Evening with Belafonte
(1957)
Singles
1. Day-O (The Banana Boat Song)
Sortie : 1956
2. Jamaica Farewell
Sortie : 1956

Calypso est le troisième album studio de Harry Belafonte, sorti chez RCA Victor (LPM-1248) en 1956. L'album est le second de Belafonte à être classé numéro 1 au Billboard Top Pop Albums, pendant 31 semaines. Calypso est aussi le premier LP à être vendu à plus d'un million d'exemplaires.

## Distinctions
€n 2015, Calypso a reçu le Grammy Hall of Fame Award.
En 2018, l'album est choisi par la bibliothèque du Congrès pour être conservé au registre national des enregistrements (National Recording Registry) pour son «  importance culturelle, historique et artistique ».

## Histoire
Le premier morceau Day-O (The Banana Boat Song) contribue largement au succès de l'album et devient la chanson signature de Belafonte. Le single atteint la 5e place du palmarès Pop de Billboard. Le troisième morceau, Jamaica Farewell, est une chanson folklorique mento sur les beautés des îles antillaises et un amour laissé sur place. C'est le premier album sur lequel la chanson est publiée. Le single, atteint la 14e place du Top 100, devenant ainsi le second hit de l'album.
Calypso est le premier album à se vendre à plus d'un million d'exemplaires. Auparavant, seul quelques singles de Glenn Miller, Bing Crosby ou Tennessee Ernie Ford avaient déjà dépassé le million d'exemplaires. L'album est classé no 4 sur la liste des « 100 meilleurs albums » de Billboard pour avoir passé 31 semaines au no 1, 58 semaines dans le Top 10 et 99 semaines dans les charts américains. Seuls la bande originale du film West Side Story et l'album Thriller de Michael Jackson resteront classé no 1 plus longtemps. AllMusic attribue 5 étoiles sur 5 à Calypso et le qualifie de « disque d'une influence inestimable ».

## Liste des titres
| No  | Titre                          | Durée |
| --- | ------------------------------ | ----- |
| 1.  | Day-O (The Banana Boat Song)   | 3:02  |
| 2.  | I Do Adore Her                 | 2:48  |
| 3.  | Jamaica Farewell               | 3:02  |
| 4.  | Will His Love Be Like His Rum? | 2:33  |
| 5.  | Dolly Dawn                     | 3:13  |
| 6.  | Star-O                         | 2:02  |
| 7.  | The Jack-Ass Song              | 2:52  |
| 8.  | Hosanna                        | 2:34  |
| 9.  | Come Back Liza                 | 3:03  |
| 10. | Brown Skin Girl                | 2:43  |
| 11. | Man Smart (Woman Smarter)      | 3:31  |

## Crédits
Artistes
- Harry Belafonte – chant
- Millard J. Thomas – guitare (1, 4, 6, 7)
- Frantz Casseus – guitare
- Tony Scott and His Orchestra (2, 3, 5, 8, 9, 10, 11)
- The Norman Luboff Chœur (8, 9, 10)

Production
- Ed Welker – producteur
- Herman Diaz Jr. – producteur
- Henri René – producteur (Man Smart (Woman Smarter))
- Tony Scott – conductor
- Brock Peters – direction du chœur
- Roy Stevens – photo de couverture
- William Attaway – livret